# Irina Moiseeva
Irina Valentinovna Moiseeva (in russo Ирина Валентиновна Моисеева?; Mosca, 3 luglio 1955) è un'ex danzatrice su ghiaccio russa, medaglia d'argento alle Olimpiadi di Innsbruck 1976 e di bronzo ai Giochi di Lake Placid 1980, oltre ad avere vinto due titoli mondiali (nel 1975 e nel 1977) e due titoli europei (nel 1977 e nel 1978) danzando insieme al marito Andrej Minenkov.

## Biografia
Irina Moiseeva e Andrej Minenkov hanno iniziato a pattinare insieme nel 1967. Nel 1973 disputano i loro primi campionati europei e i loro primi Mondiali, piazzandosi in entrambe le competizioni al 7º posto. Vincono il loro primo titolo mondiale ai campionati di Colorado Springs 1975 e l'anno successivo, al debutto della danza sul ghiaccio ai Giochi olimpici, giungono secondi alle Olimpiadi di Innsbruck 1976 dietro i connazionali Ljudmila Pachomova e Aleksandr Gorškov.
Moiseeva e Minenkov si impongono tra le coppie di vertice vincendo il loro secondo titolo mondiale a Tokyo 1977, lo stesso anno si laureano per la loro prima volta anche campioni europei a Helsinki. Alla loro seconda partecipazione olimpica, in occasione dei Giochi di Lake Placid 1980, vincono la medaglia di bronzo.
Sposatisi nel 1977, la coppia si ritira dall'attività agonistica nel 1983, con all'attivo otto podi consecutivi ai campionati mondiali, in seguito alla gravidanza della Moiseeva che darà alla luce la figlia Elena.

## Palmarès
(con Minenkov)
| Risultati            | Risultati      | Risultati      | Risultati      | Risultati      | Risultati      | Risultati      | Risultati      | Risultati      | Risultati      | Risultati      | Risultati      | Risultati      | Risultati      |
| Internazionali       | Internazionali | Internazionali | Internazionali | Internazionali | Internazionali | Internazionali | Internazionali | Internazionali | Internazionali | Internazionali | Internazionali | Internazionali | Internazionali |
| Evento               | 1969-70        | 1970-71        | 1971-72        | 1972–73        | 1973–74        | 1974–75        | 1975-76        | 1976-77        | 1977–78        | 1978-79        | 1979-80        | 1980-81        | 1981-82        |
| -------------------- | -------------- | -------------- | -------------- | -------------- | -------------- | -------------- | -------------- | -------------- | -------------- | -------------- | -------------- | -------------- | -------------- |
| Giochi olimpici      |                |                |                |                |                |                | 2º             |                |                |                | 3º             |                |                |
| Campionati mondiali  |                |                |                | 7º             | 4º             | 1º             | 2º             | 1º             | 2º             | 3º             | 3º             | 2º             | 3º             |
| Campionati europei   |                |                |                | 7º             | 5º             | 4º             | 2º             | 1º             | 1º             | 2º             | 3º             | 2º             | 3º             |
| NHK Trophy           |                |                |                |                |                |                |                |                |                |                | 1º             |                |                |
| Prize of Moscow News |                | 6º             |                | 2º             | 2º             | 2º             |                | 1º             |                | 1º             |                |                | 2º             |
| Skate Canada         |                |                |                |                | 3º             | 1º             |                |                |                |                |                |                |                |
| Nazionali            |                |                |                |                |                |                |                |                |                |                |                |                |                |
| Campionati sovietici | 5º             | 4º             | 3º             | 3º             | 2º             | 3º             | 2º             | 1º             |                | 2º             |                | 2º             | 2º             |